# Costa Granadina
Costa Granadina, ook wel Costa Tropical, is een gebied gelegen in het zuiden van Spanje, in de regio Granada en ligt tussen de Costa del Sol en de Costa de Almería. De kustlijn is gelegen tussen de plaatsen Almuñécar en Almería en voorheen maakte dit gebied deel uit van de Costa del Sol.
Er worden tal van tropische vruchten gekweekt zoals de mango, avocado, banaan en papaja.
De aanwezigheid van zuidelijke vruchten is te danken aan het uiterst milde klimaat dat er gedurende gehele jaar heerst. De gemiddelde jaartemperatuur bedraagt bijna 20°C en de zon schijnt hier meer dan 3000 uren per jaar. Het regent er een stuk minder dan aan de Costa del Sol, door zijn grotere afstand tot de Atlantische Oceaan, en beschutting door omliggende bergketens.
De natuur, de omgeving en het landschap in het uiterste oosten van de Costa Tropical (nabij Almería) is te vergelijken met de zonnige staat Arizona (Verenigde Staten) vanwege de temperatuur, het bergachtige landschap en de woestijnachtige vlakten.
Langs de stranden van kiezelsteentjes heeft men tropische planten als de Zuid-Afrikaanse Strelitzia nicolai en Cubaanse koningspalm geplant en Moorse forten bewaken baaien en kapen van de Costa Granadina.